# Альфред Дюрр
Альфред Дюрр (нім. Alfred Dürr; 11 лютого 1888, Ульм — 30 травня 1952, Карлсруе) — німецький офіцер, дипломований інженер, генерал-майор люфтваффе.

## Біографія
30 червня 1906 року поступив на службу в артилерію. В 1914 році перейшов у авіацію. Учасник Першої світової війни. 3 січня 1920 року вийшов у відставку. 1 лютого 1935 року поступив на службу в люфтваффе, пройшов навчання у авіаційній школі зв'язку в Галле. З 19 серпня 1935 року — референт і керівник групи Імперського міністерства авіації (RLM), потім представник люфтваффе в Імперському міністерстві пошти. 
З 1 березня 1938 року — начальник штабу авіаційного зв'язку при начальнику відділу комунікацій RLM, одночасно з 19 червня по 30 серпня 1939 року — командир частин зв'язку 1-ї авіаційної області і командир авіаційного полку зв'язку. З 1 березня 1940 року — командир курсу в авіаційній школі зв'язку в Галле. З 1 травня 1940 року — командир частин зв'язку авіаційної області «Норвегія». З 29 грудня 1940 року — командир полку зв'язку 7-ї авіаційної області. З 26 березня 1941 року — інспектор постачання авіаційних частин зв'язку при начальнику відділу комунікацій RLM. З 1 квітня 1944 по 8 травня 1945 року — інспектор постачання частин зв'язку при командувачі авіаційних частин зв'язку RLM.

## Звання
- Фанен-юнкер (30 серпня 1906)
- Фенріх (18 лютого 1907)
- Лейтенант (22 листопада 1907)
- Обер-лейтенант (18 листопада 1914)
- Гауптман (18 грудня 1915)
- Майор (1 червня 1935)
- Оберст-лейтенант (1 червня 1938)
- Оберст (1 квітня 1941)
- Генерал-майор (1 листопада 1944)

## Нагороди
- Залізний хрест 2-го і 1-го класу
- Нагрудний знак пілота-спостерігача (Пруссія)
- Почесний хрест ветерана війни з мечами
- Медаль «За вислугу років у Вермахті» 4-го, 3-го і 2-го класу (18 років)
- Хрест Воєнних заслуг 2-го і 1-го класу з мечами